# بلفيدير بوتسدام
بلفيدير بوتسدام ((بالألمانية: Belvedere auf dem Pfingstberg)‏) مبنى كبير شمال الحديقة الجديدة في بوتسدام، ألمانيا، على قمة تل بوفينجبرج. تم بناؤه بأمر من الملك فريدريش فيلهلم الرابع وتم بناؤه بين 1847 و 1863 كمنصة خارجية.  
بلفيدير جزء من قصور التراث العالمي لليونسكو ومنتزهات بوتسدام وبرلين التي تم بناءها عام 1999.

## التاريخ
تم تكليف المشروع من قبل الملك فريدريش فيلهلم الرابع ملك بروسيا، وفي النهاية هو جزء فقط من مشروع أوسع بكثير على سفح التل. تم تصميم بلفيدير، كما يوحي اسمه، كمنصة عرض للزوار ويتكون فقط من غرفتين متوسطتين للترفيه، وتقع في الأبراج العلوية.
انتقائي من الناحية المعمارية، تم تصميم البرجين على طراز العمارة الإيطالية لعصر النهضة بينما تم تصميم الأجنحة على الطراز الروماني وبعض الزخارف التفصيلية مستوحاة من الطراز اليوناني. تم تشييده بين عامي 1847 و1863 مع انقطاع من 1852 إلى 1860.

## وصف
يقع البرجين التوأمين، حيث يمكنك رؤية منظر بوتسدام، على منبر مرتفع للغاية. فناءه على شكل صحن ثلاثي الجوانب. يحتوي كل جانب من هذه الفناء على شرفة وسقف دائري.
يمكن للزوار تسلق السلالم باستخدام كل من المبنى من الخارج والداخل، والوصول أخيرًا إلى الأبراج باستخدام سلم حلزوني ضيق. نظرًا لكثافة المنتزه، لا يمكن رؤية منظر بوتسدام إلا من فوق البرج.

## الوضع الراهن
في الوقت الحاضر، تقام حفلات موسيقية من حين لآخر في الفناء، وتستخدم الغرفتان كقاعة أفراح.

## معرض الصور

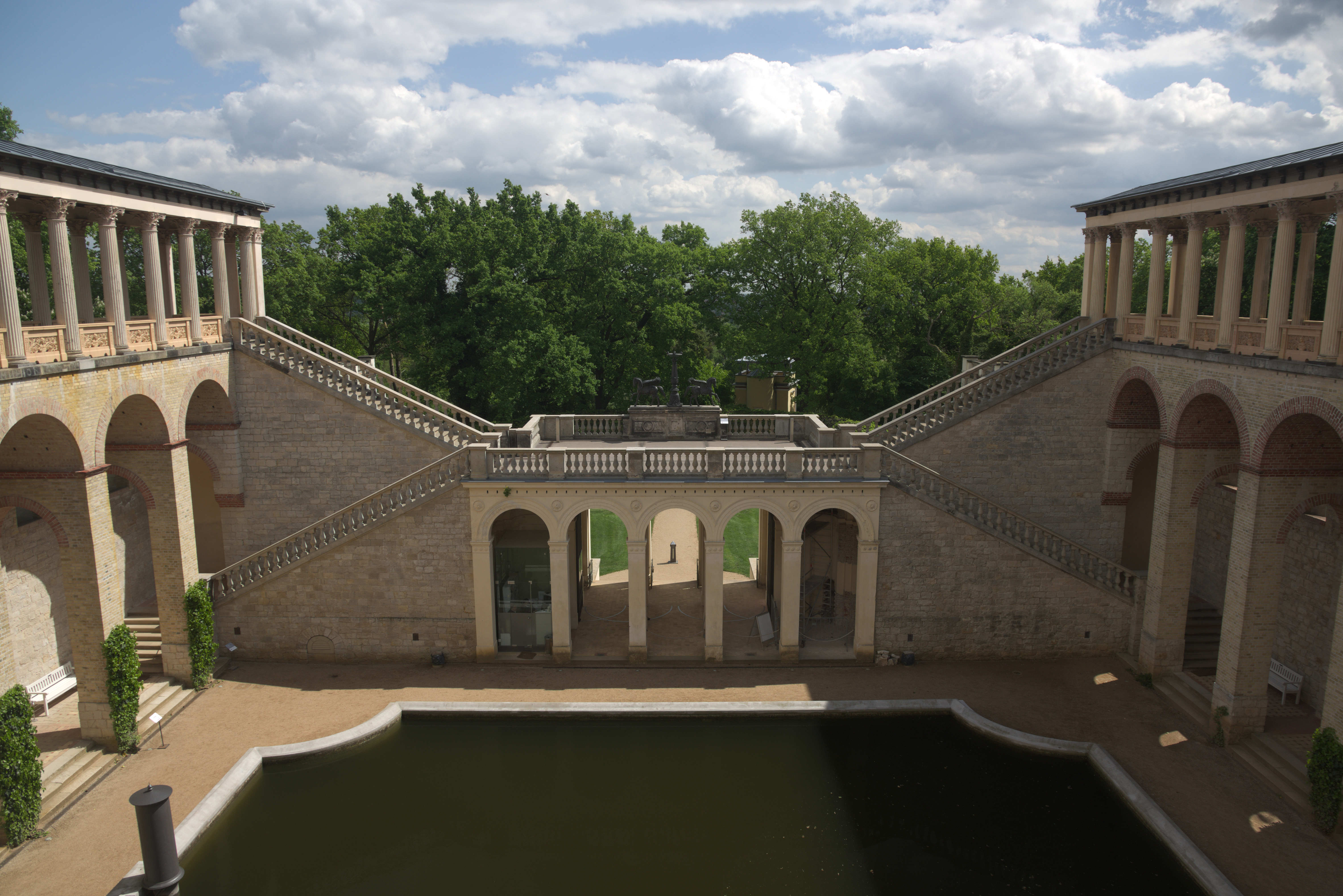
الفناء الداخلي
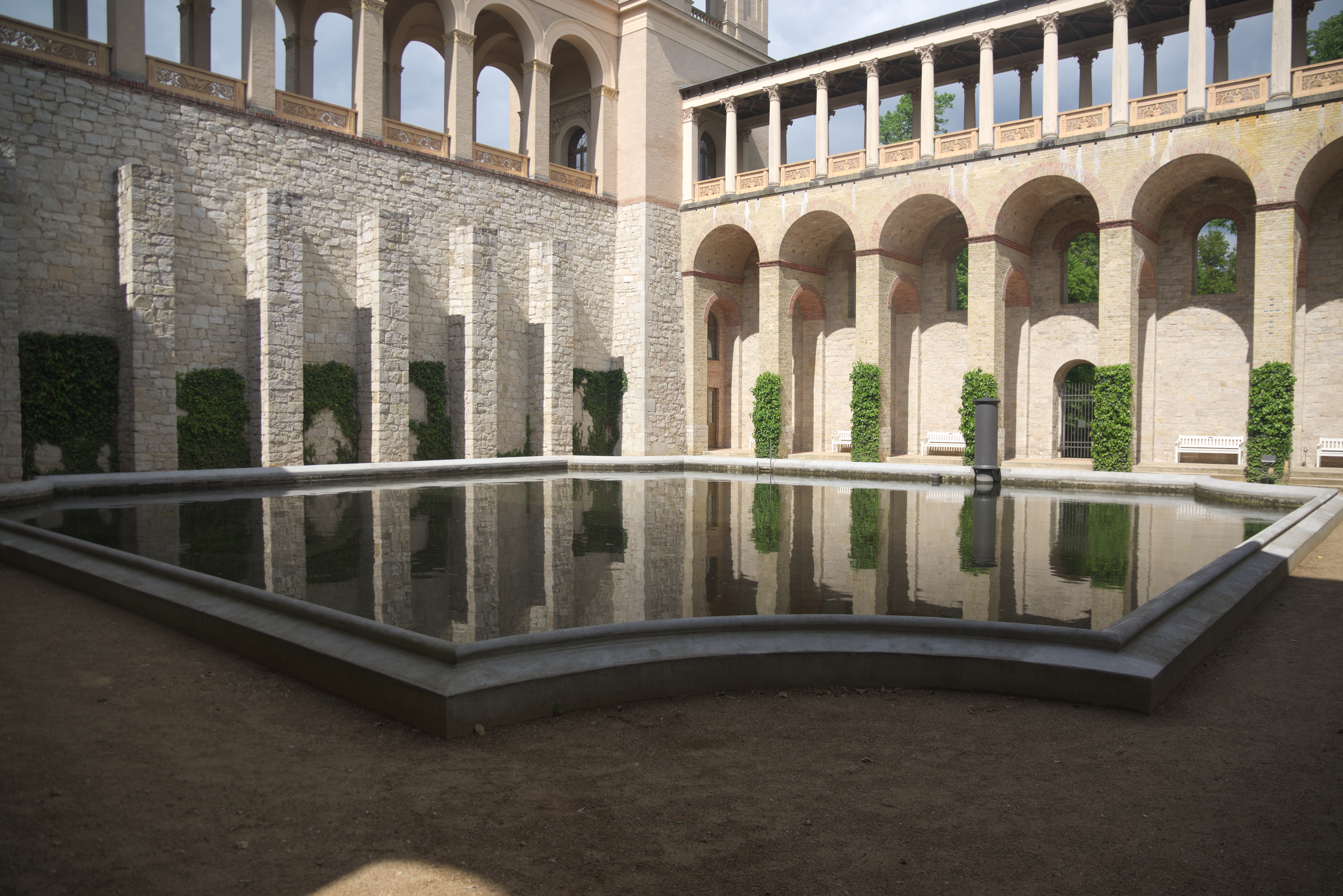
الفناء الداخلي
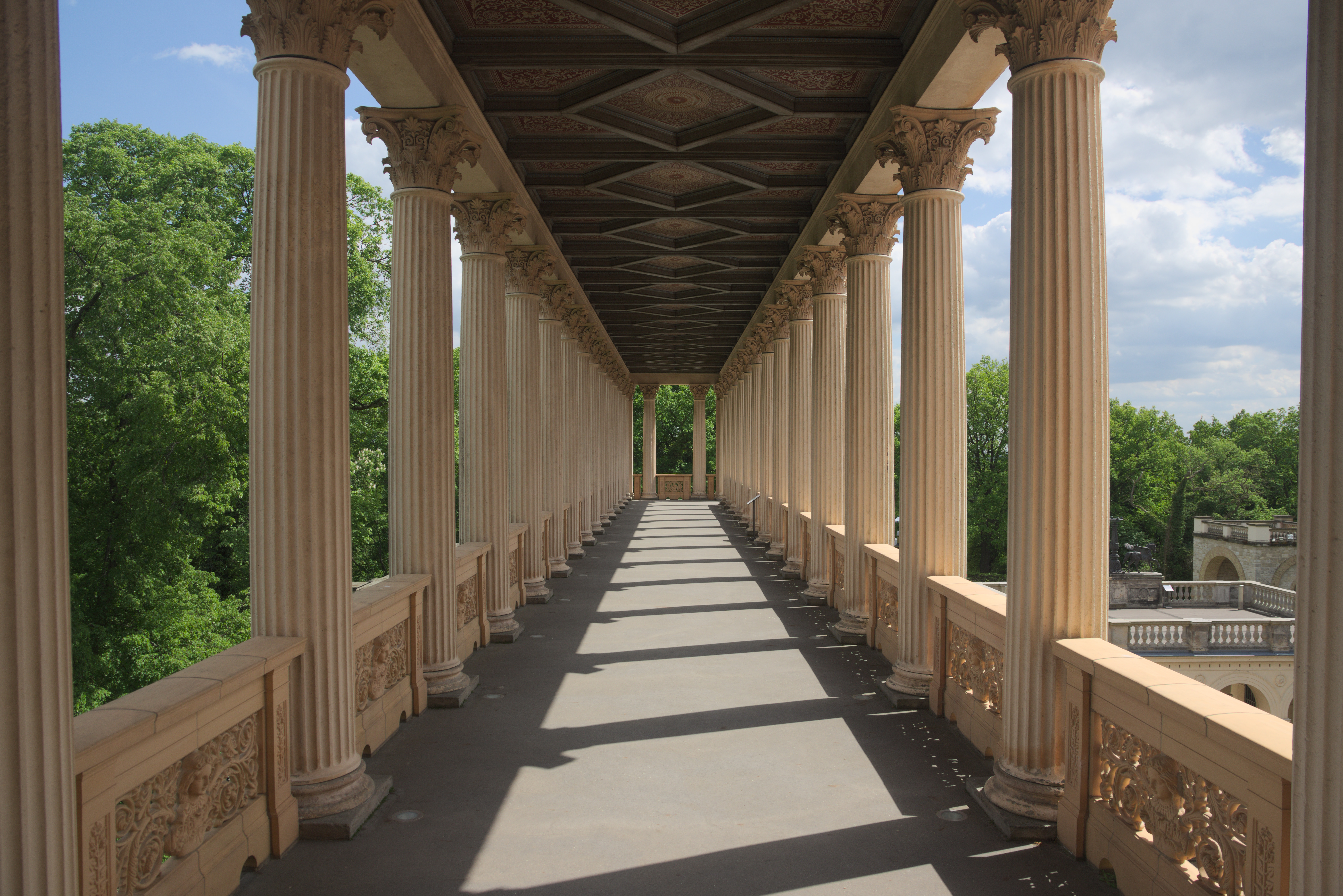
أحد أعمدة المستعمرة الكورنثية
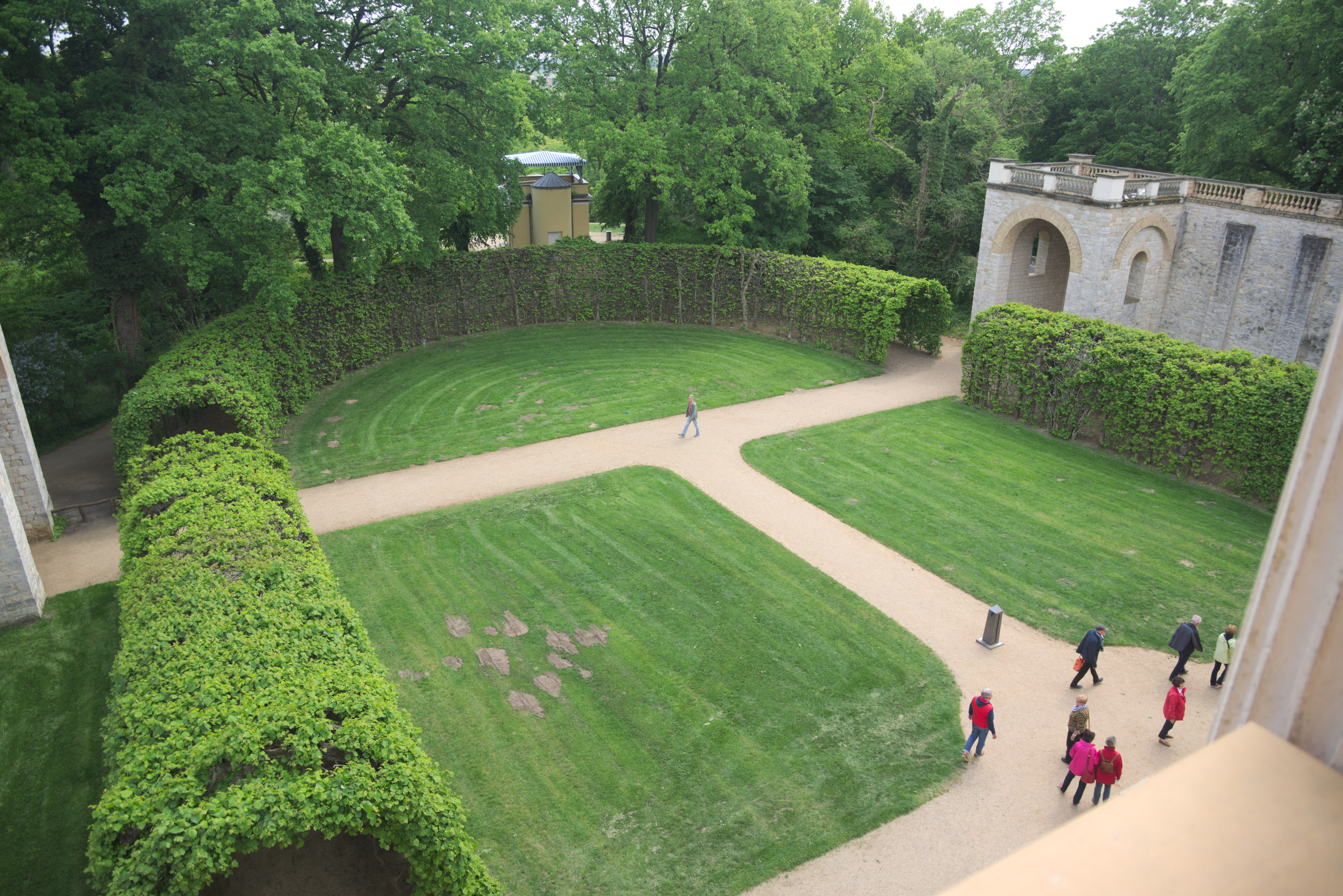
يمكن رؤية الفناء الأمامي من الأعلى

## وصلات خارجية
- الموقع الرسمي تديره جمعية خاصة
- في ال قاعدة بيانات نصب براندنبورغ